# Логан, Уолтер
Уолтер Логан (англ. Walter Logan; 19 июня 1876, Хантингдон, провинция Квебек, Канада — 11 марта 1940, Кливленд) — американский скрипач.

## Биография
С детских лет жил в Кливленде, брал уроки у скрипача Сола Маркоссона. Затем окончил музыкальное отделение Оберлинского колледжа (1899), после чего совершенствовал своё мастерство в Чикаго под руководством Макса Бендикса и Эмиля Соре. В дальнейшем он преподавал в Северо-Западном университете, а в 1912 году вернулся в Кливленд. Здесь он стал директором городской музыкальной школы, а в 1918 году вошёл в первый состав Кливлендского оркестра. В 1916 году в Кливленде была поставлена комическая опера Логана «Почти герцогиня» (англ. Nearly a Duchess). С 1922 г. Логан был музыкальным руководителем нескольких кливлендских радиостанций.